# Stenus rugifer
Stenus rugifer är en skalbaggsart som beskrevs av Thomas Casey. Stenus rugifer ingår i släktet Stenus och familjen kortvingar. Inga underarter finns listade i Catalogue of Life.